# 蘇爾加伊夫卡
49°48′46″N 35°22′0″E / 49.81278°N 35.36667°E
蘇爾哈伊夫卡（烏克蘭語：Сургаївка）是位於烏克蘭東部的村莊，由哈爾科夫州博霍杜希夫區的科洛馬克市鎮負責管轄。該村始建於1775年，面積0.04平方公里，海拔高度154米，2001年人口3，人口密度每平方公里83.3人。